# 익명의 알코올 중독자들

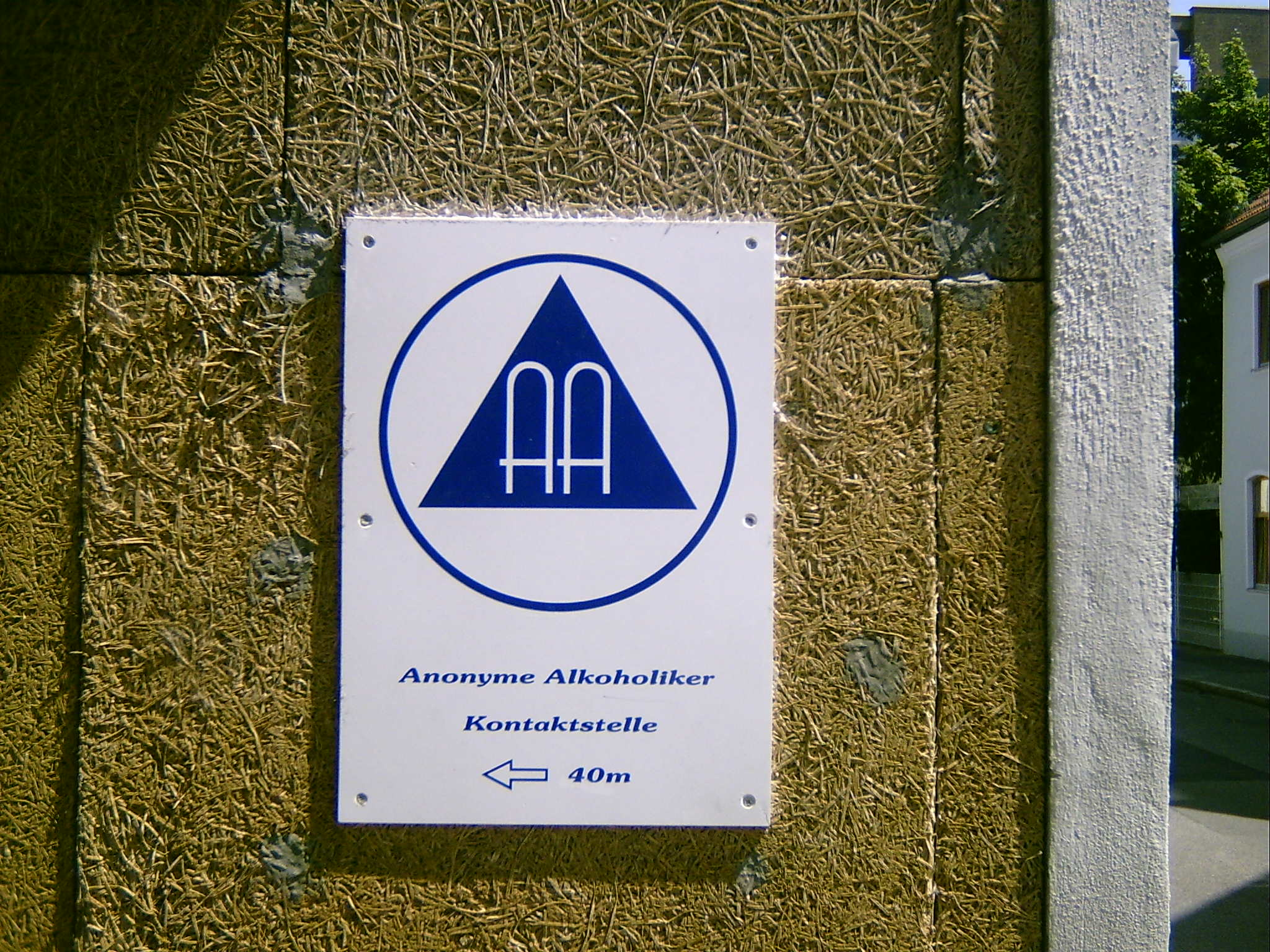
AA 모임 표시

익명의 알코올 중독자들(Alcoholics Anonymous)은 200만 명 이상이 주장하는 알코올로부터 해방되기를 원하는 사람들의 국제적인 상호 협조 활동 모임이다. 영문 앞글자를 따서 AA라고 칭한다. AA모임의 근본 목적은 '술을 마시지 않고 다른 알코올 의존증 사람들 및 알코올 중독자들이 술을 끊도록 상호 도와주는 것'이다.

## 역사

### 설립
AA는 1935년 밥 박사(Dr. Bob)와 빌(Bill).W씨에 의해서 미국 오하이오주의 애크론 시에서 시작되었다. 밥(Bob Smith) 박사와 빌 윌슨 (Bill Wilson)씨는 다른 회원들과 함께 영적 프로그램을 개발했으며 모임의 규칙을 규정했다. 12단계와 12전통이 그것이다.

### 조항

#### 익명성과 관용
AA는 모임의 스트레스를 덜기위해 다음의 조항들을 권고한다. 익명성과 이타주의, 술을 끊기 원하는 모든 사람을 포함하는 것이다. 그러한 전통은 AA가 종교적인 교리와 다른 종교적인 소속감을 배제하고, 내부적인 지배 체계와, 공적인 연루를 방지하기 위한 노력이기도 하다. 익명의 마약중독자들(NA, Narcotics Anonymous)과 익명의 도박중독자들(GA, Gamblers Anonymous)의 모임들도 AA의 12단계와 AA의 12전통을 중용한다.

 1939년에 로마 가톨릭교인이 참석하기 이전까지는 개신교인들만 AA 멤버였다.AA의 창립자중의 1명인 빌W씨는 AA 12단계의 신(神, God)의 느낌을 영국에 참전차 방문했던 성공회 윈체스터 대성당에서 받았다고 한다.

#### 공동체 실천
AA는 "다른 종교적인 신념과 가치를 지닌 다양한 문화를 뛰어넘어" 확산된 이래로, 지리적으로 가까운 지역의 보통 주민들을 포함하여, 다른 조직들에 소속되어 있지 않은 상태로, 공적인 논쟁을 피하여 모임이 이루어지고 있다. 
AA는 의학적인 성격의 범위를 넘어 발언하거나 경청하는 것이 다반사인데도, AA의 지지자들로부터 존중되고 있고, 알코올중독은 질병이라는 이론이 대중화되고 있다. 미국 신경정신과 협회는 단기 치료에 반응이 없는 만성적인 알코올중독자에게 AA의 프로그램이나 AA와 흡사한 공동체 모임과 함께 치료를 계속하도록 권고해오고 있다.

### 단주
AA자체 자료에서는 36%의 회원들이 1년 이상 단주를 유지했다는 통계가 있으며, AA프로그램은 다른 어떤 단독적인 치료법보다 비교적 많은 알코올중독자들이 술을 끊고자 하는 목표를 달성하고 온전한 단주상태를 유지하는 데 도움이 되는 것으로 신뢰도가 높다.

AA는 첫 번째 출판한 책의 제목을 "익명의 알코올중독자들(Alcoholics Anonymous): '100명이 넘는 사람들이 어떻게 알코올중독으로부터 회복되고 있는가'에 대한 이야기"로 정했다. 나중에 "천명이상의 남성과 여성"들이 책을 개정하여 부가 제목을 달기를, AA의 빅북(Big Book)이라고도 했으며, AA의 프로그램과 AA의 초기역사의 내용들이 쓰여있으며, A.A.멤버들의 감화를 주는 감동적인 자서전이 담겨있다.

## AA 12단계
- 1 단계 : 우리는 알코올에 무력했으며, 우리의 삶을 수습할 수 없게 되었다는 것을 시인했다.
- 2 단계 : 우리보다 위대하신 '힘'이 우리를 본 정신으로 돌아오게 해 주실 수 있다는 것을 믿게 되었다.
- 3 단계 : 우리가 이해하게 된대로, 그 신의 돌보심에 우리의 의지와 생명을 맡기기로 결정했다.
- 4 단계 : 철저하고 두려움 없이 우리 자신에 대한 도덕적 검토를 했다.
- 5 단계 : 우리의 잘못에 대한 정확한 본질을 신과 자신에게 그리고 다른 어떤 사람에게 시인했다.
- 6 단계 : 신께서 이러한 모든 성격상 결점을 제거해 주시도록 완전히 준비했다.
- 7 단계 : 겸손하게 신께서 우리의 단점을 없애 주시기를 간청했다.
- 8 단계 : 우리가 해를 끼친 모든 사람의 명단을 만들어서 그들 모두에게 기꺼이 보상할 용의를 갖게 되었다.
- 9 단계 : 어느 누구에게도 해가 되지 않는한, 할 수 있는 데까지 어디서나 그들에게 직접 보상했다.
- 10단계 : 인격적인 검토를 계속하여 잘못이 있을 때마다 즉시 시인했다.
- 11단계 : 기도와 명상을 통해서 우리가 이해하게 된대로의 신과 의식적인 접촉을 증진하려고 노력했다. 그리고 우리를 위한 그의 뜻만 알도록 해주시며, 그것을 이행할 수 있는 힘을 주시도록 간청했다.
- 12단계: 이런 단계들의 결과, 우리는 영적으로 각성되었고, 알코올중독자들에게 이 메시지를 전하려고 노력했으며, 우리 일상의 모든 면에서도 이러한 원칙을 실천하려고 했다.

## AA 12전통
- 1 전통 : 우리의 공동 복리가 무엇보다 우선되어야 한다. 개인의 회복은 A.A.의 공동 유대에 달려 있다.
- 2 전통 : 우리의 그룹 목적을 위한 궁극적인 권위는 하나이다. - 이는 우리 그룹의 양심 안에 당신 자신을 드러내 주시는 사랑 많으신 신(神)이시다. - 우리의 지도자는 신뢰받는 봉사자일 뿐이지 다스리는 사람들은 아니다.
- 3 전통 : 술을 끊겠다는 열망이 A.A.의 멤버가 되기 위한 유일한 조건이다.
- 4 전통 : 각 그룹은 다른 그룹이나 A.A. 전체에 영향을 끼치는 문제를 제외하고는 반드시 자율적이어야 한다.
- 5 전통 : 각 그룹의 유일한 근본 목적은 아직도 고통 받고 있는 알코올중독자들에게 메시지를 전하는 것이다.
- 6 전통 : A.A.그룹은 관계 기관이나 외부의 기업에 보증을 서거나, 융자를 해 주거나, A.A.의 이름을 빌려 주는 일 등을 일체 하지 말아야 한다. 돈이나 재산, 명성의 문제는 우리를 근본목적에서 벗어나게 할 우려가 있기 때문이다.
- 7 전통 : 모든 A.A. 그룹은 외부의 기부금을 사절하며, 전적으로 자립해 나가야 한다.
- 8 전통 : A.A.는 항상 비직업적이여야 한다. 그러나 써비스센타에는 전임 직원을 둘 수 있다.
- 9 전통 : A.A.는 결코 조직화되어서는 안 된다. 그러나 봉사부나 위원회를 만들 수는 있으며, 그들은 봉사 대상자들에 대한 직접적인 책임을 갖게 된다.
- 10전통 : A.A.는 외부의 문제에 대해서는 어떠한 의견도 가지지 않는다. 그러므로 A.A.의 이름이 공론에 들먹여져서는 안 된다.
- 11전통 : A.A.의 홍보 원칙은 적극적인 선전보다 A.A.본래 매력에 기초를 둔다. 따라서 대중 매체에서 익명을 지켜야 한다.
- 12전통 : 익명은 우리의 모든 전통의 영적 기본이며, 이는 각 개인보다 항상 A.A.원칙을 앞세워야 한다는 것을 일깨워 주기 위해서이다.

## 대한민국의 AA모임

#### 교회에서의 모임
한국에서도 전국적으로 골고루 분포되어 있다. 독립된 장소를 임대하거나 로마 가톨릭교회의 예비자 교리실이나, 병원, 공공기관의 별실에 있다. 간혹, 개신교 교회의 별실에 있는 곳도 있다. 모임 시간은 주로 오후나 저녁시간이며, 알코올중독자 당사자만 참석하는 비공개모임과, 알코올중독자 뿐만아니라, 그들의 가족, 치료 관계자들, 알코올중독과 관련된 거의 모든사람이 참석할 수 있는 공개모임이 있다.

#### 누리집에서의 장소 공지
AA 한국 연합에서는 거의 매달마다, 홈페이지나 그룹으로 모임장소를 알려준다. 참석하기를 원하고 모임의 장소를 알고 싶으면 AA 전국 그룹 모임 일람표를 참조하면 된다. 단, 술을 끊기를 원하는 목적이어야 한다. 
가족중에 알코올중독자가 있다면 AA와 흡사하게 술을 끊기 위한 목적으로 모이는 자조모임이 있다. 그것은 알아논(Al-Anon)이다.

## 알아넌(Al-Anon)과 알아틴(Alateen)
알아넌(Al-Anon)은 알코올중독자의 가족들의 자조모임이다. 알아틴(Alateen)은 알코올중독자 아버지나 어머니, 또는 둘다를 두고 있는 자녀들의 자조모임이다. 알아틴은 미성년자들의 모임이므로 어른들의 모임인 알아넌에 소속된다. 알아넌과 알아틴도 익명이 원칙이다. 알아논과 알아틴은 주로 AA를 통하여 접근이 가능했었지만, 한국 알아넌 본부로 알아 볼 수 있다. 집안에 술을 끊게 하고 싶은 사람이 있으면 그 모임에 참석하면 멤버들로부터 자문을 구할 수도 있다.

## 같이 보기
- 집단심리학
- 알코올 소비의 단기적 영향